# Aeolus melliculus moreleti
Aeolus melliculus moreleti é uma subespécie de insetos coleópteros polífagos pertencente à família Elateridae.
A autoridade científica da subespécie é Tarnier, tendo sido descrita no ano de 1860.
Trata-se de uma subespécie presente no território português.